# Sergio Barcia
Sergio Barcia Laranxeira (Vigo, Galicia, 31 de diciembre de 2000), conocido deportivamente como Sergio Barcia, es un futbolista español que juega de defensa en la U. D. Las Palmas de la Segunda División de España, cedido del Legia de Varsovia de la Ekstraklasa polaca.

## Trayectoria
Barcia comenzó su carrera deportiva en las categorías inferiores del Celta de Vigo, siendo cedido en 2019 al Ourense C. F. de la Tercera División. En verano de 2020, y después de acabar su cesión en el Ourense, fichó por el Club Recreativo Granada de la Segunda División B, filial del Granada C. F.
El 8 de noviembre de 2020 debutó como profesional con el Granada C. F., en un partido de la Primera División frente a la Real Sociedad que finalizó en victoria por 2-0 para el equipo vasco. Dos años más tarde, el 18 de julio de 2022, abandonó el Granada para regresar al Celta. Sin embargo, no llegó a debutar con el primer equipo, quedando relegado a su filial el R. C. Celta de Vigo "B" de la Primera Federación.
El 4 de julio de 2023 firmó por el C. D. Mirandés de la Segunda División de España por dos temporadas. Con el Mirandés, el defensa gallego acumuló cuarenta apariciones con la camiseta rojilla y anotó dos goles. Sus buenas actuaciones atrajeron la atención del Legia de Varsovia de la Ekstraklasa de Polonia, con quienes fichó el 11 de julio de 2024, firmando hasta 2027 en un traspaso cifrado en 450 000 euros. Tras un año allí, regresó a España en julio de 2025 para jugar como cedido en la U. D. Las Palmas hasta final de temporada.

## Clubes
| Club                      | País    | Año       |
| ------------------------- | ------- | --------- |
| R. C. Celta de Vigo "B"   | España  | 2019-2020 |
| Ourense C. F. (cedido)    | España  | 2019-2020 |
| Recreativo Granada        | España  | 2020-2022 |
| R. C. Celta de Vigo "B"   | España  | 2022-2023 |
| C. D. Mirandés            | España  | 2023-2024 |
| Legia de Varsovia         | Polonia | 2024-act. |
| U. D. Las Palmas (cedido) | España  | 2025-act. |

## Palmarés

### Títulos nacionales
| Título          | Club              | País    | Año  |
| --------------- | ----------------- | ------- | ---- |
| Copa de Polonia | Legia de Varsovia | Polonia | 2025 |